# Euploea despoliata
Euploea despoliata är en fjärilsart som beskrevs av Hans Fruhstorfer 1910. Euploea despoliata ingår i släktet Euploea och familjen praktfjärilar. Inga underarter finns listade i Catalogue of Life.